# Кетч (боротьба)
Кетч (англ. catch wrestling) — старовинна боротьба народів Заходу, поширена у XIX – початку XX століттях в Англії, Ірландії та Північній Америці. Метою боротьби є підкорення суперника або покладення його на лопатки (в залежності від правил). Для досягнення цього у кетчі дозволені різноманітні технічні дії від маневрування та позиційної боротьби до больових прийомів.

## Технічні аспекти
Правила кетчу і в давнину, і нині різноманітні. В цілому, цей вид боротьби можна охарактеризувати як вільний, оскільки в ньому дозволений широкий спектр технік боротьби. Забороненими є ударна техніка, задушливі прийоми, деякі больові прийоми (зокрема скручування та заломлювання малих суглобів), а також неспортивні прийоми.
Для того, щоб кинути або перевернути суперника на лопатки у кетчі дозволено застосовувати будь-які захоплення. Традиційний принцип кетчу: «захопи, якщо зможеш» (від англ. «catch as catch can»). Звідси й назва боротьби: кетч. 
Різні правила кетчу на різних етапах його розвитку не дозволяють віднести його до лише однієї категорії: боротьби на утримування чи боротьби на підкорення. Метою змагання може бути як покладення й утримування суперника на спині (на лопатках) так і його підкорення. Сучасні змагання з кетчу близькі до греплінгу.

## Кетч і реслінг
Побутує думка про те, що кетч — це постановочна боротьба. Ця хибна думка особливо поширена у пострадянських країнах, не в останню чергу завдяки помилковій інформації у «Великій радянській енциклопедії», що стверджує, ніби змагання з кетчу проходять «за сценарієм». Причини цього непорозуміння мають давню історію: на межі XIX – XX ст. борці, що володіли технікою кетчу, виступали із демонстраційними виставами в цирках, і згодом такий спосіб заробітку трансформувався у повноцінний вид спортивних розваг — реслінг. Певний час терміном «кетч» називали обидва види: і справжнє єдиноборство, і новітнє театралізоване мистецтво. З часом кетч втрачав свою популярність, і назва цієї боротьби перестала широко використовуватись, в той час як реслінг отримав велику популярність.
Ще однією з причин того, що кетч був і є плутаний з реслінгом, є правило старовинного кетчу: «no holds barred» (тобто, дозволена вільна техніка захоплення), а таким словосполученням у першій половині XX ст. характеризували саме сучасний реслінг.